# Боєво (Воронезька область)
Боєво (рос. Боево) — село у Каширському районі Воронезької області Російської Федерації.
Населення становить 1961  особу. Входить до складу муніципального утворення Боєвське сільське поселення.

## Історія
Від 1977 року належить до Каширського району Воронезької області.
Згідно із законом від 15 жовтня 2004 року входить до складу муніципального утворення Боєвське сільське поселення.

## Населення
| 2010  | 2012  | 2013  | 2014  | 2015  | 2016  | 2017  |
| ----- | ----- | ----- | ----- | ----- | ----- | ----- |
| 2080  | ↘2047 | ↗2049 | ↘2037 | ↘2026 | ↘2001 | ↘1985 |
| 2018  |       |       |       |       |       |       |
| ↘1961 |       |       |       |       |       |       |